# شهرک صنعتی ایلام
شهرک صنعتی ایلام، یک شهرک صنعتی است از توابع بخش چوار شهرستان ایلام در استان ایلام ایران.

## جمعیت
این شهرک صنعتی در دهستان ارکوازی قرار داشته و براساس سرشماری سال ۱۳۸۵جمعیت آن ۶۱
نفر (۲۳خانوار) بوده است.